# Trempe par induction

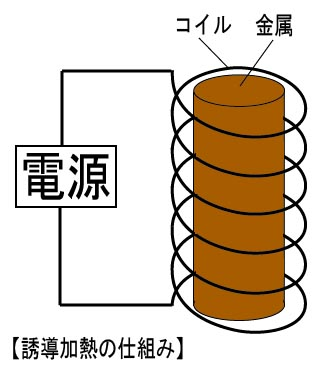
InductionHeatingGeneralInformation

La trempe par induction consiste à exposer une pièce d'acier à un champ magnétique alternatif, qui fait pénétrer la chaleur superficiellement (effet pelliculaire).
Plus la fréquence de travail est élevée, plus la pénétration sur la pièce est amoindrie. L'énergie du champ magnétique est transformée en chaleur (effets d'hystérésis et de courants de Foucault) sur la pièce par ferromagnétisme lorsque la température de la surface de celle-ci est augmentée, pour atteindre en quelques secondes la température de trempe (environ 900 °C).
Si la température de Curie est dépassée, le matériau perd toutes les propriétés ferromagnétiques et cesse en grande partie de produire de la chaleur.
Afin de contrôler la vitesse de refroidissement, le champ magnétique n'est plus appliqué, et la pièce est refroidie de différentes manières (courants d'air, d'eau, solutions aqueuses, de l'huile, etc.). À des vitesses plus élevées, des duretés plus grandes sont obtenues.